# Багдад Бунеджа
Багдад Бунеджа (на арабски: بغداد بونجاح) е алжирски футболист, играещ като централен нападател за алжирския Ал Садд и националния отбор на Алжир. Участник на Летните олимпийски игри 2016 и в Купата на африканските нации 2017, 2019 (Шампион), 2021 и 2023. На последният през 2024 вкарва три гола за отбора си (единствения срещу Ангола при равенството 1:1, и двата гола срещу Буркина Фасо при равенството 2:2 в групите.

## Успехи
Етоал дьо Сахел (Сус)
- Купа на Тунис
  -  Носител (1): 2011/12, 2013/14, 2014/15
- Купа на конфесеразиите на Африка
  -  Носител (1): 2015[3]

 Ал Садд (Доха)
- Звездна лига на Катар
  -  Шампион на Катар (3): 2018/19, 2020/21, 2021/22
- Купа на Катар
  -  Носител (2): 2017, 2020
- Купа на Емира на Катар
  -  Носител (3): 2017, 2020, 2021
- Купа на шейх Ясим
  -  Носител (1): 2017, 2019
- Купа на Звездите на Катар
  -  Носител (1): 2019

 Алжир
- Купа на африканските нации
  -  Носител (1): 2019[4]
- Купа на арабските нации
  -  Носител (1): 2021[5]

Индивидуални
- В символичната единайсеторка на годината на КАФ: 2015
- В символичният отбор на годината в Африка Goal: 2018
- Футболист на годината в Алжир: 2018
- Голмайстор в Шампионата на Тунис: 2013/14
- Голмайстор в Купа на Конфедерациите на КАФ: 2015
- Голмайстор в Шампионата на Катар: 2016/17
- Голмайстор в Шампионската лита на АФК: 2018
- Най-добър голмайстор в света: 2018